# Гремсе
Гремсе́	 (фр. Grémecey) — коммуна во французском департаменте Мозель региона Лотарингия. Относится к  кантону Шато-Сален.	

## География
Гремсе расположен в 40 км к юго-востоку от Меца. Соседние коммуны: Шамбре на юго-востоке, Петтонкур и Монсель-сюр-Сей на юге, Аттийонкур и Брен-сюр-Сей на юго-западе, Бьонкур и Бе-сюр-Сей на западе.

## История
- Находится в исторической области Сольнуа.
- Деревня входит в епископат Меца.

## Демография
По переписи 2007 года в коммуне проживало 103 человека.

## Достопримечательности
- Остатки древнеримской усадьбы, здесь были найдены черепки той эпохи.